# Robert Webster Ford
Robert Webster Ford (Burton upon Trent, 27 maart 1923 - Londen, 20 september 2013) was een Engels radiotechnicus, diplomaat en schrijver.
Robert Ford was radiotechnicus van de Royal Air Force gedurende de Tweede Wereldoorlog en werkte in Engeland en India. In 1945, kwam hij terecht bij het Britse gezantschap in Lhasa als radiomedewerker en had hij onder zijn publiek onder anderen de veertien jaar oude dalai lama, Tenzin Gyatso. Hetzelfde jaar werd hij overgeplaatst naar Gangtok in Sikkim, waar hij werkte voor de Brits-Indische relaties met Tibet.
Ford keerde terug naar Lhasa toen India onafhankelijk werd in 1947. Hier werd hij als een van de weinige westerlingen door de regering van Tibet aangesteld. Hij was de eerste westerling met een officiële Tibetaanse rang.
Na een jaar in Lhasa werd hij verzocht naar Chamdo te gaan, de hoofdstad van het Oost-Tibetaanse Kham, waar hij een radioverbinding opzette tussen de beide steden. In 1949 werden hij en drie studenten draadloze radiotechniek naar Chamdo gezonden om de Gouverneur-Generaal van Kham, Lhalu Tsewang Dorje, te helpen de defensie in en rond de stad te verbeteren. Ditmaal werd voor het eerst een directe verbinding tot stand gebracht met Lhasa. Meerdere verbindingen werden langs de grens aangelegd.
In 1950 werden hij, Jigme en Tibetaanse beambten tijdens de invasie van Tibet gevangengenomen door de binnenvallende Chinese troepen. De Chinezen beschuldigden hem onterecht van spionage, het verspreiden van anti-communistische propaganda en de moord van Geda Lama. Hij bracht vijf jaar door in de gevangenis, waarbij hij vreesde te worden vermoord en waarbij hij blootgesteld werd aan ondervragingstechnieken en hersenspoeling. In 1954 werd hij uiteindelijk veroordeeld tot tien jaar gevangenisstraf, maar al vrijgelaten in 1955. Hierover schreef hij in 1990 het boek Captured in Tibet.

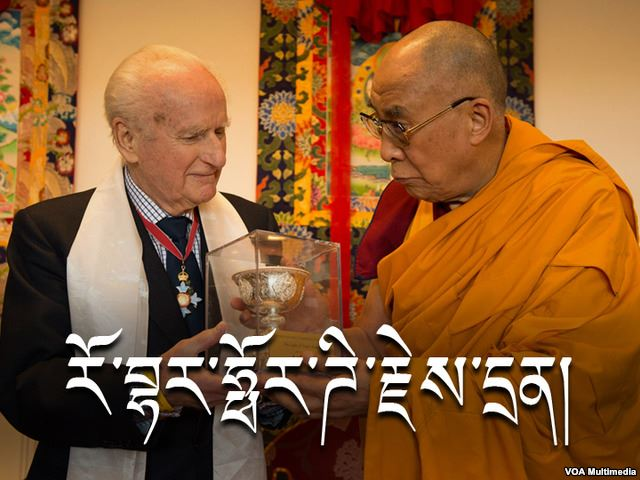
De dalai lama reikt de Light of Truth Award uit aan Robert Ford in 2013

Vanaf 1956 werd hij door de Britse diplomatieke dienst aangesteld bij het ministerie van Buitenlandse Zaken in Londen, Vietnam, Indonesië, de Verenigde Staten, Marokko, Angola, Zweden, Frankrijk en als consul-generaal in Genève. In 1987 ging hij met pensioen en werd hij onderscheiden met de benoeming tot Commandeur in de Orde van het Britse Rijk.
In 2013 ontving hij uit handen van de dalai lama de Light of Truth Award.